# Max Jungk
Max Jungk, rodným jménem David Baum (27. června 1872 Myslkovice, Čechy, Rakousko-Uhersko – červenec 1937 Praha), byl rakouský divadelní herec a scenárista.

## Životopis
David Baum se narodil 27. června 1872 v Myslkovicích v tehdejším Rakousku-Uhersku do rodiny lékaře. Baumova rodina žila v domě č.p. 49. Později se společně přestěhovali do Kladna a následně do Plzně.
Divadelní kariéru zahájil v roce 1897 v Teplicích. Později působil například v Černovicích, Innsbrucku, Klagenfurtu, Olomouci a v Opavě, kde se později stal ředitelem.
V Berlíně poprvé vystoupil v roce 1903. Od roku 1918 psal převážně filmové scénáře ve spolupráci s Juliem Urgißem. Zpočátku se zaměřoval na kriminální příběhy, později přidal komedie. Od roku 1931 byl německým občanem.
Jako Židé byli spolu se svou ženou Sarou Bravo po uchopení moci nacistickým režimem v Německu perzekuování. Rozhodli se přestěhovat za svým synem Robertem Jungkem do Prahy, kde Max Jungk v létě 1937 zemřel. Pohřben byl na Novém židovském hřbitově na Olšanech.